# Бутано-непальские отношения
Бутано-непальские отношения — двусторонние дипломатические отношения между Бутаном и Непалом. Дипломатические взаимоотношения были формально установлены 3 июня 1983 года. Эти две страны находятся в гималайском регионе и не имеют выхода к морю, а между собой разделены лишь индийским штатом Сикким. Обе страны граничат на юге с Индией, и с Китайской Народной Республикой на севере. Несмотря на это, нынешнее состояние отношений остается напряжённым в связи с проблемой бутанских беженцев.

## Статус
Бутан и Непал — страны гималайского региона и до 2008 года Непал как и Бутан был страной с монархической формой правления. Обе страны были членами-основателями Ассоциации регионального сотрудничества Южной Азии (СААРК). В 1969 году в Катманду было учреждено общество дружбы и культуры между Непалом и Бутаном для поддержания хороших отношений между двумя странами. Дипломатические отношения между этими странами формально были установлены в 1983. Король Бутана Джигме Сингье Вангчук посетил Непал для участия в 3-м саммите СААРК в 1987 году. В 1988 году.король Непала Бирендра посетил Бутан с целью принять участие в заседании СААРК.

## Кризис беженцев
Основной проблемой, с которой сталкиваются обе страны, является присутствие в восточной части Непала бутанских беженцев, проживающих в семи лагерях Управления Верховного комиссара ООН по делам беженцев. Общее число бутанских беженцев варьируются от 85 000 до 107 000 человек. Хотя большинство беженцев заявляют о наличии гражданства Бутана, но эта страна утверждает, что они являются добровольными эмигрантами, которые утратили свои гражданские права, и не признаёт их статус беженца. Большинство бутанских беженцев — лхоцампа по происхождению, которые являются непалоговорящими индуистами. Несколько повстанческих группировок, в том числе принадлежащих к маоистским группам, появились в лагерях беженцев, которых правительство Бутана обвинило в организации серии взрывов перед парламентскими выборами 2008 года. После многих лет ведения переговоров, которые не принесли результатов, несколько других стран, особенно Соединённые Штаты Америки, согласились принять 60 000 беженцев.

## Торговля
На объём товарооборота между странами оказал влияние кризис беженцев. В 2008-09 годах экспорт Бутана в Непал составил сумму 300 миллионов индийских рупий, в то время как экспорт Непала в Бутан составил сумму 200 миллионов индийских рупий. В 2004 году Непал и Бутан подписали соглашение об увеличении количества рейсов между Паро и Катманду с двух до семи рейсов в неделю. Кроме того, ведутся переговоры по подписанию торгового соглашения.